# ميغيل غوتيريز (لاعب كرة قدم مواليد 1931)
ميغيل غوتيريز (بالإسبانية: Miguel Gutiérrez)‏ (7 مايو 1931 بمدينة مكسيكو في المكسيك - 1 فبراير 2016 في المكسيك) هو لاعب كرة قدم مكسيكي في مركزي الدفاع والهجوم، شارك في كأس العالم 1958. وشارك مع منتخب المكسيك لكرة القدم. أما مع النوادي، فقد لعب مع كلوب ليون ونادي أطلس.

## وصلات خارجية
- ميغيل غوتيريز على موقع الاتحاد الدولي (مؤرشف)  (الإنجليزية)
- ميغيل غوتيريز على موقع قاعدة بيانات كرة القدم.إي يو (الإنجليزية)
- ميغيل غوتيريز على موقع Soccerway.com (الإنجليزية)
- ميغيل غوتيريز على موقع عالم كرة القدم.نت (الإنجليزية)